# Bohdanivka, Prîazovske
Bohdanivka (în ucraineană Богданівка) este localitatea de reședință a comunei Bohdanivka din raionul Prîazovske, regiunea Zaporijjea, Ucraina.

## Demografie
Componența lingvistică a localității Bohdanivka
     Bulgară (72,34%)
     Rusă (16,6%)
     Ucraineană (5,53%)
     Greacă (1,25%)
     Alte limbi (0,41%)
Conform recensământului din 2001, majoritatea populației localității Bohdanivka era vorbitoare de bulgară (72,34%), existând în minoritate și vorbitori de rusă (16,6%), ucraineană (5,53%) și greacă (1,25%).